# Scytosiphon lomentaria
Espèce
Scytosiphon lomentaria est une espèce d’algue brune de la famille des Scytosiphonaceae.

## Liste des variétés et formes
Selon Catalogue of Life (23 nov. 2012) et World Register of Marine Species (23 nov. 2012) :
- forme Scytosiphon lomentaria f. cylindricus major Setchell & Gardner
- variété Scytosiphon lomentaria var. fistulosus Kützing
- variété Scytosiphon lomentaria var. gracilis Kützing